# Гортахорк
Гортахорк (на английски: Gortahork; на ирландски: Gort an Choirce) е село в северозападната част на графство Донигал, Република Ирландия. То е част от Гелтахт, където ирландският е основният език.

## Известни личности

### Родени
- Кахал О'Шарки - поет

### Живеещи
- Джери Адамс – президент на Шин Фейн